# Liste der Bodendenkmäler in Wilnsdorf
Die Liste der Bodendenkmäler in Wilnsdorf enthält die denkmalgeschützten unterirdischen baulichen Anlagen, Reste oberirdischer baulicher Anlagen, Zeugnisse tierischen und pflanzlichen Lebens und paläontologischen Reste auf dem Gebiet der Gemeinde Wilnsdorf im Kreis Siegen-Wittgenstein in Nordrhein-Westfalen (Stand: Oktober 2020). Diese Bodendenkmäler sind in Teil B der Denkmalliste der Gemeinde Wilnsdorf eingetragen; Grundlage für die Aufnahme ist das Denkmalschutzgesetz Nordrhein-Westfalen (DSchG NRW).
| Bild | Bezeichnung                | Lage                                                                      | Beschreibung | Bauzeit | Eingetragen seit | Denkmal- nummer |
| ---- | -------------------------- | ------------------------------------------------------------------------- | ------------ | ------- | ---------------- | --------------- |
| BW   | Burgstelle Wilnsdorf       | Wilnsdorf Bereich „Burgstraße“, „Mainzer Straße“ und „Herrengarten“ Karte |              |         | 20.09.1994       | 1               |
| BW   | Hohlwege bei Rödgen        | Niederdielfen Karte                                                       |              |         | 02.06.1997       | 2               |
| BW   | Hohlwege nördlich Gilsbach | Wilden Karte                                                              |              |         | 12.02.1998       | 3               |